# جوزف سای
جوزف سای (انگلیسی: Joseph Tsai؛ زادهٔ ژانویه ۱۹۶۴ (۶۱ سال)) کارآفرین و سرمایه‌دار کانادایی تایوانی‌تبار است، که بنیانگذار گروه علی‌بابا می‌باشد.